# تل کوزه گران
تل کوزه گران مربوط به دوران پیش از تاریخ ایران باستان است و در شهرستان ممسنی، نرسیده به روستای تل مشکی واقع شده و این اثر در تاریخ ۲۵ اسفند ۱۳۷۹ با شمارهٔ ثبت ۳۴۴۱ به‌عنوان یکی از آثار ملی ایران به ثبت رسیده است.